# Lee Eun-ju
 (août 2023).
Si vous disposez d'ouvrages ou d'articles de référence ou si vous connaissez des sites web de qualité traitant du thème abordé ici, merci de compléter l'article en donnant les références utiles à sa vérifiabilité et en les liant à la section « Notes et références ».
Dans ce nom, le nom de famille, Lee, précède le nom personnel coréen.
Lee Eun-ju (이은주 ou Lee Eun-joo) était une actrice sud-coréenne née le 22 décembre 1980 à Gunsan, Jeollabuk en Corée du Sud et morte le 22 février 2005. Elle se suicide à l'âge de 24 ans.

## Vie et carrière
Née à Gunsan, Jeollabuk en Corée du Sud, Eun-ju déménage à Séoul après ses années de lycée où elle réussit ses examens et décide de devenir actrice. Elle est d'abord remarquée dans les années 1990 en tant que modèle pour uniformes d'écoliers, puis après quelques brèves apparitions télévisuelles, elle obtient son premier rôle en 1999 avec Rainbow Trout. Elle continue son ascension médiatique et devient une actrice reconnue en Corée du Sud avec ses rôles dans les célèbres La Vierge mise à nu par ses prétendants, Lover's Concerto et Frères de sang. Elle tient également le rôle de Lee Ji Eun dans le drama sud-coréen The Phoenix puis décroche le complexe rôle de Ga-hee en 2004 dans The Scarlet Letter qui sera finalement sa dernière apparition.

## Mort
Dans la nuit du 22 février 2005, quelques jours seulement après avoir reçu le diplôme de la Dankook University, Eun-ju se suicide dans son appartement à Bundang, Seongnam. Elle est retrouvée par son frère, vaisseaux sanguins des poignets entaillés et pendue. Sa famille, bouleversée, met en cause son état de profonde dépression et ses insomnies régulières à la suite du tournage de The Scarlet Letter où elle jouait des scènes de nus particulièrement dévoilées.
Elle laisse une note tachée de sang près de son corps dans laquelle elle écrit : « Maman, je suis désolée et je t'aime. » On trouvera également une seconde note disant: « J'en voulais trop. Même si je respire, je ne me sens pas vraiment vivante. Je ne veux décevoir personne. C'est bien d'avoir de l'argent… je voulais avoir de l'argent ».
Le corps de Lee Eun-ju a été incinéré et conservé dans une crypte à Goyang. Beaucoup d'acteurs de renom et de célébrités se rendirent à ses funérailles. La chanteuse Bada chanta You Were Born To Be Loved et les amis de la défunte firent un discours en sa mémoire.
Ses amis et confrères prennent soin de sa tombe chaque année depuis son décès et un CD est sorti en son honneur en 2007 composé de versions remastérisées de sa reprise des Corrs, Only When I Sleep, que l'on peut entendre dans The Scarlet Letter aussi bien que des performances de ses amis chanteurs et acteurs réalisées à titre d'hommage.

## Filmographie

### Film
- Rainbow Trout (1999)
- La Vierge mise à nu par ses prétendants (2000)
- Bloody Beach (2000)
- Bungee Jumping-reul hada (2001)
- Lovers' Concerto (2002)
- Unborn But Forgotten (2002)
- Garden of Heaven (2003)
- Au Revoir, UFO (2004)
- Frères de sang (2004)
- The Scarlet Letter (2004)

### Séries TV
- Start (1997)
- White Nights 3.98 (1998)
- KAIST (1999)
- The Phoenix (2004)